# Енн Мур (винахідниця)
Енн Мур (англ. Ann Moore; нар. 1940) — американська медсестра, що створила слінг Snugli та його вдосконалену версію Weego. 
За освітою Мур була дитячою медсестрою, і після гуманітарної роботи в Німеччині та Марокко вона була однією з перших добровольців Корпусу Миру .  У 1960-х роках вона служила в Того, її супроводжував її чоловік та волонтер Корпусу Миру Майк Мур, який колись був її вчителем французької мови.  
Після народження першої дочки подружжя Мандели, після повернення до Сполучених Штатів, Ен намагалася виносити свою дитину в стилі, що застосовувався в Західній Африці, використовуючи довгу шаль як пращу, щоб прив'язати немовля до спини. Виявивши цей метод неефективним, оскільки дитина ковзала, Мур та її мати Агнес Люсіль (Люсі) Окерман  розробили наплічний джгут, який стане попередником Снульї.  Первинні продажі здійснювались через усні контакти, хоча в 1966 р. Snugli було оголошено в Каталозі цілої Землі .  Snugli був запатентований у 1969 році.   
Модифікації Мура до дитячої коляски призвели до додаткових патентів.   У 1988 і 1989 роках їй були видані патенти на Air Lift - м’якозахищений рюкзак-носій для переносних кисневих дозаторів та високотехнологічних приладів;   Мур створив однойменну компанію на базі Колорадо для комерціалізації винаходу. 
Мур виріс на фермі в Огайо і виховувався за традицією Дункарда.  Вона викладала в протягом часу, після завершення її підготовки в педіатричній медсестер в Колумбійському університеті «s Hospital Babies в Нью - Йорку.  У Мура три дочки, старшу з яких вони назвали Мандела ( вона ж Манде), на честь Нельсона Мандели . 